# Dominik Greif
Dominik Greif (* 6. April 1997 in Bratislava) ist ein slowakischer Fußballtorwart, der in der französischen Ligue 1 bei Olympique Lyon unter Vertrag steht. Er ist slowakischer Nationalspieler.

## Karriere

### Verein
Der in Bratislava geborene Greif begann bei ŠK Vrakuňa Bratislava mit dem Fußballspielen und kam 2008 zu ŠK Slovan Bratislava, wo er die Jugendmannschaften durchlief. Sein Debüt für Slovan gab er am 13. Mai 2016 bei einem 1:1-Auswärtssieg gegen MFK Zemplín Michalovce. In der Saison 2016/17 war Greif erstmals Stammtorhüter. Für Slovan absolvierte er über 100 Pflichtspiele und gewann viermal die Meisterschaft und fünfmal den Pokal. Er wurde zweimal (2020 und 2021) zum besten Torhüter der Fortuna liga gewählt. 
Am 6. Juli 2021 schloss sich Greif mit einem Fünfjahresvertrag dem neu aufgestiegenen La-Liga-Verein Mallorca an. In den ersten drei Spielzeiten bei Mallorca kam Greif jedoch nur zu jeweils einem Einsatz in der Primera División, sowie zu einigen weiteren Einsätzen in der Copa del Rey, was auch an hartnäckigen Verletzungsproblemen lag. In der Saison 2023/24 erreichte er mit Mallorca das Finale der Copa del Rey, wobei er im Finale im Tor stand, welches im Elfmeterschießen gegen Athletic Bilbao verloren ging. In der Saison 2024/25 wurde Greif Stammtorhüter, nachdem Predrag Rajković den Verein verlassen hatte.
Im August 2025 wechselte er zu Olympique Lyon.

### Nationalmannschaft
In einem Spiel für die slowakische U19 erzielte Greif am 12. November 2015 das Tor zum 1:1-Ausgleich gegen Russland in einem EM-Qualifikationsspiel kurz vor Spielende.
Greif wurde am 25. Mai 2019 von Pavel Hapal erstmals in die Nationalmannschaft berufen. Sein Debüt für die slowakische A-Nationalmannschaft gab Greif am 7. Juni 2019 beim 5:1-Sieg gegen Jordanien im Štadión Antona Malatinského in Trnava. Er wurde in der zweiten Halbzeit für Matúš Kozáčik eingewechselt und hielt bei einem Halbzeitstand von 0:1 die Null, obwohl er nur wenige gefährliche Situationen zu überstehen hatte.

## Erfolge
Slovan Bratislava
- Slowakischer Meister: 2018/19, 2019/20, 2020/21
- Slowakischer Pokalsieger: 2016/17, 2017/18, 2019/20, 2020/21